# جارد هيوز
جارد هيوز (بالإنجليزية: Jared Hughes)‏ هو لاعب كرة قاعدة أمريكي، ولد في 4 يوليو 1985 في ستامفورد في الولايات المتحدة.

## وصلات خارجية
- جارد هيوز على موقع دوري كرة القاعدة الرئيسي (الإنجليزية)
- جارد هيوز على موقعبيزبول رفرنس.كوم (الدوري الرئيسي) (الإنجليزية)
- جارد هيوز على موقعبيزبول رفرنس.كوم (الدوري الثانوي) (الإنجليزية)
- جارد هيوز على موقع إي إس بي إن.كوم (أم.أل.بي) (الإنجليزية)
- جارد هيوز على موقع مشجعي الرسوم البيانية (الإنجليزية)